# Leon Heinschke
Leon Heinschke (Francoforte sull'Oder, 8 novembre 1999) è un ex ciclista su strada tedesco, professionista dal 2022 al 2023.

## Palmarès

### Strada
- 2017 (Juniores)

Campionati tedeschi, Prova a cronometro Junior
2ª tappa Grand Prix Général Patton (Munshausen > Munshausen)
- 2019 (Development Team Sunweb, una vittoria)

Campionati tedeschi, Prova in linea Under-23

#### Altri successi
- 2016 (Juniores)

1ª tappa, 1ª semitappa Coupe du Président de la Ville de Grudziądz (Gruta > Łasin, cronosquadre)
- 2017 (Juniores)

Classifica scalatori Grand Prix Général Patton
Classifica a punti Giro della Lunigiana
- 2020 (Development Team Sunweb)

2ª tappa, 2ª semitappa Ronde de l'Isard d'Ariège (Bagnères-de-Luchon, cronosquadre)
- 2021 (Development Team DSM)

Classifica giovani Tour Alsace
Classifica a punti Circuit des Ardennes
Classifica giovani Circuit des Ardennes

## Piazzamenti

### Classiche monumento
- Giro delle Fiandre

2023: ritirato
- Liegi-Bastogne-Liegi

2022: ritirato
2023: ritirato

### Competizioni mondiali
- Campionati del mondo

Bergen 2017 - Cronometro Junior: 13º
Bergen 2017 - In linea Junior: 73º
Yorkshire 2019 - In linea Under-23: 44º

### Competizioni continentali
- Campionati europei

Zlín 2018 - Cronometro Under-23: 43º
Zlín 2018 - In linea Under-23: ritirato
Plouay 2020 - In linea Under-23: 36º
Trento 2021 - In linea Under-23: 36º